# 国王陛下剧院 (阿伯丁)
阿伯丁的国王陛下剧院（英語：His Majesty's Theatre）是苏格兰东北部最大的剧院，拥有 1,400多个座位。剧院位于罗斯蒙特高架（Rosemount Viaduct），对面是该市的联合台地公园（Union Terrace Gardens）。建筑由弗兰克·马查姆设计，于1906年开放。

## 历史
在19世纪80年代，格拉斯哥的罗伯特·阿瑟（Robert Arthur）创立了他的剧院群，包括邓迪女王陛下剧院。1891年，他租下位于行会街的女王陛下歌剧院，并开始根据自己的要求寻找建造场地。他的罗斯蒙特高架计划于1901年提交给阿伯丁市议会，1904年开始施工，1906年完工。
1897年，罗伯特·阿瑟在苏格兰和英格兰等地开办的新公司，在证券交易所上市。包括纽卡斯尔的皇家剧院。他上演了一系列戏剧、歌剧和哑剧，直到1912年公司资金耗尽。这时，霍华德温德姆有限公司的董事长兼创始人、格拉斯哥皇家剧院的迈克尔·西蒙斯，成为罗伯特·阿瑟集团董事长，阿瑟剧院由霍华德和温德姆公司的董事和经理管理。
1923年，罗伯特·亚瑟剧院有限公司通过迈克尔·西蒙斯将剧院出售给蒂沃利剧院的董事总经理沃尔特·吉尔伯特。1932年，在他去世时，电影院和舞厅理事詹姆斯·唐纳德（James F.Donald）买下了剧院。詹姆斯·唐纳德翻新了场地，并引入了霓虹灯、电影投影仪和旋转舞台等功能。吉尔伯特的儿子和唐纳德家族一直管理着它，直到1939年，所有权、节目和制作权移交给霍华德温德姆有限公司（由彼得·唐纳德担任董事），一直持续到20世纪60年代末，彼得·唐纳及其家族将其买回。1975年，阿伯丁市议会购买了该剧院，并拨款350万英镑以确保该建筑的生存。剧院关闭23个月后，于1982年由查尔斯王子重新揭幕。

### 扩建和翻新（2005年）

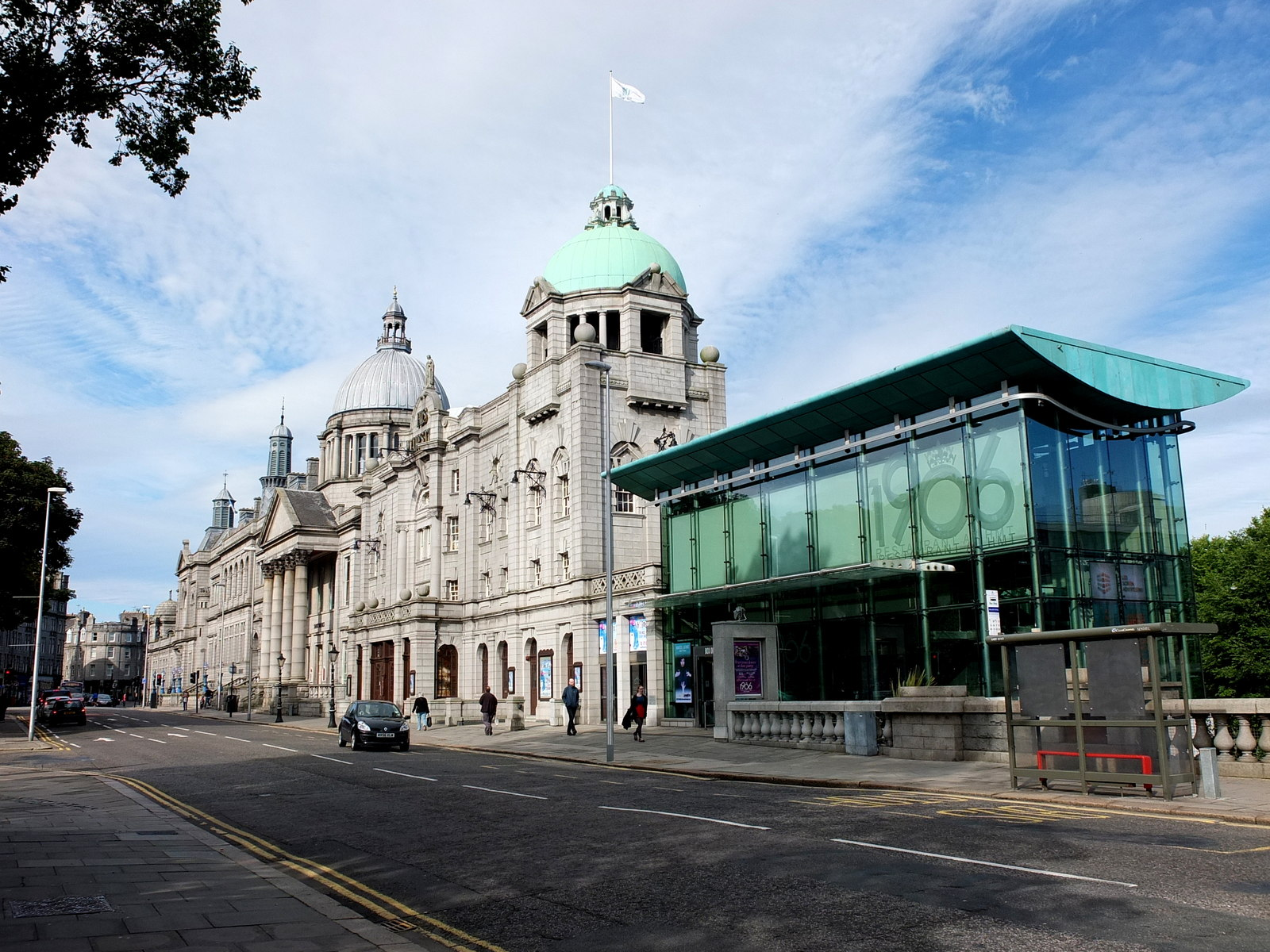

20世纪90年代末，阿伯丁市议会认识到剧院需要现代化。 委员会内部建筑师提出了一项翻新现有设施和扩建剧院的建议，LDN建筑师被任命为建筑顾问，Adapt信托就无障碍提供咨询意见。 扩建工程于2003年8月开始，剧院于2004年3月完全关闭，以便对大楼的现有部分进行翻修。剧院于2005年8月重新开放，9月8日举行了开幕式，爱德华王子出席。
扩建部分是一个五层的三角形建筑，建在既有建筑东侧的停车场上，在罗斯蒙特高架下有三层。它用花岗岩建造，以匹配原始建筑立面，拥有面向罗斯蒙特高架桥的大型玻璃立面。选择玻璃结构是为了满足活跃建筑正面和突出建筑内部活动的愿望。屋顶采用预镀铜完成，以匹配建筑物原始部分的穹顶。

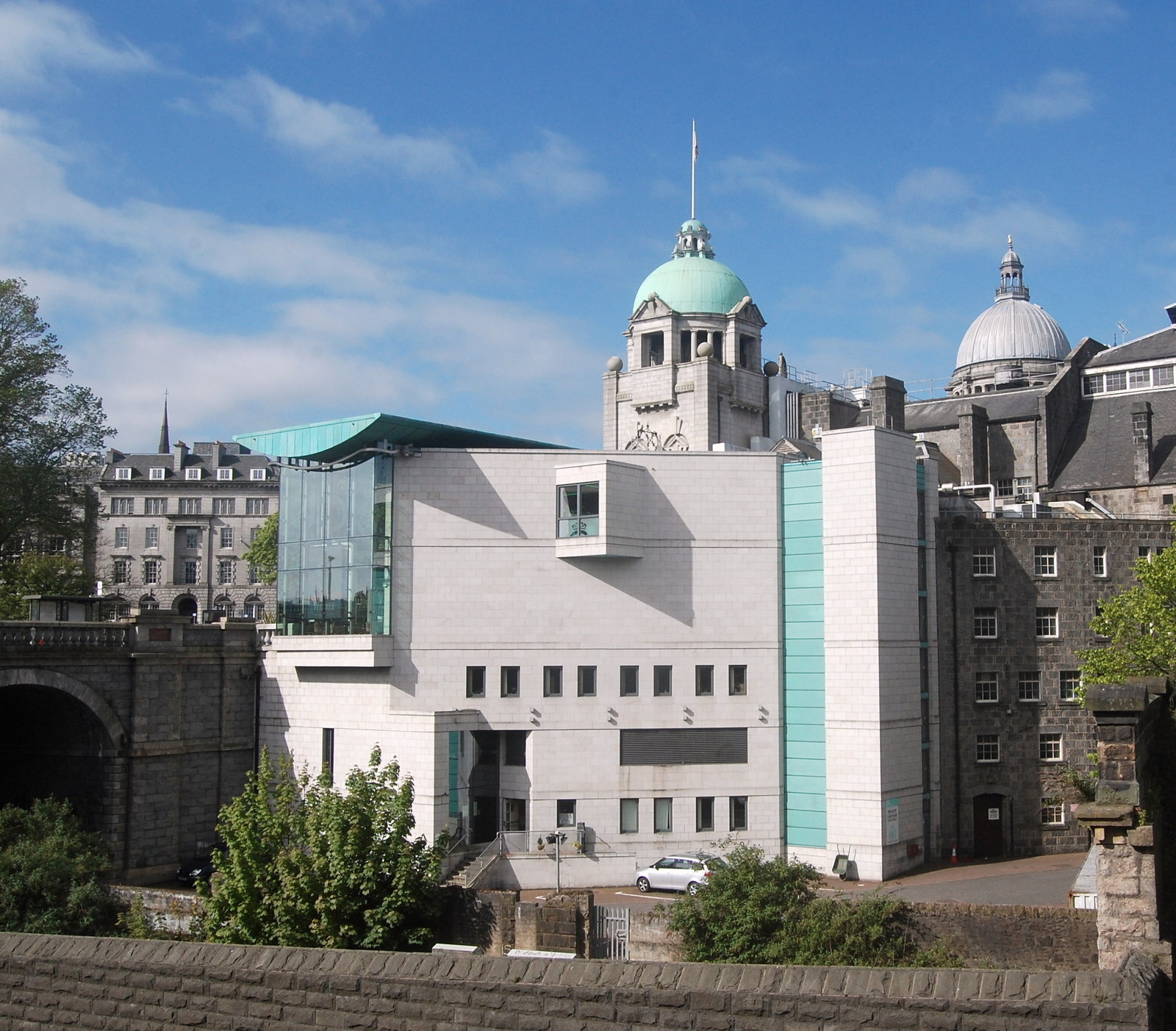

扩建范围内容纳了新的前台设施，包括票房、餐厅、咖啡厅和企业接待区。礼堂座位增加了腿部空间。后台设施也得到了改善，安装了升级的技术和视听设备、一个新的演员休息室、改进的更衣室和一个专门建造的排练和教育区。 项目的一个主要目标是使残疾人完全无障碍进入该大楼，为此，安装两部电梯，提供无障碍厕所和更衣室，并在礼堂的不同楼层开辟轮椅空间。
该项目耗资790万英镑，由阿伯丁市议会、苏格兰艺术委员会资本彩票基金（200万英镑）、苏格兰企业（37.5万英镑）和私人赞助共同出资。
在2006年的百年庆典上，该剧院与西澳大利亚州珀斯的国王陛下剧院结为姐妹剧院。

## 建筑

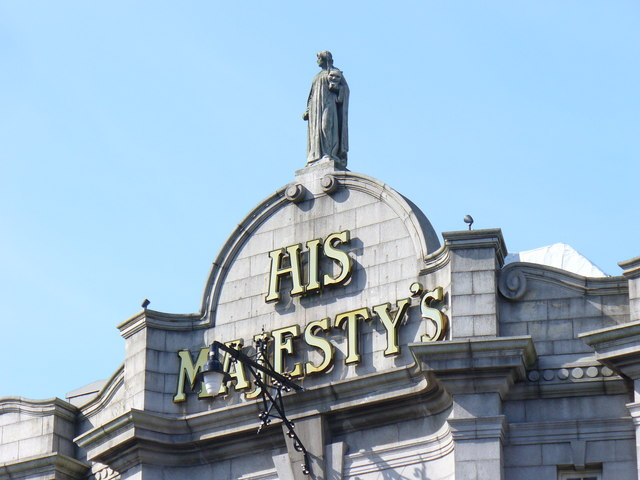

最初的建筑为四层，用花岗岩建造，立面为琢石饰面。东端有一座铜圆顶塔楼，主立面顶部有一座钢筋混凝土雕像“悲剧与喜剧”。苏格兰历史环境局将该建筑描述为具有“精致非凡的文艺复兴风格”，具有“宽敞、保存完好、精心处理的内部，混合了巴洛克和詹姆斯一世风格的装饰，以及大量雪花石膏和大理石”。
1973年11月8日，该建筑被列为具有特殊建筑或历史价值的A类登录建筑。
剧院毗邻建于1891年的中央图书馆和建于1892年的圣和马可堂（St Marks Church），在当地被称为“教育、拯救和诅咒”。